# Cerebellaire hypoplasie (mensen)
Cerebellaire hypoplasie is een ontwikkelingsstoornis die wordt veroorzaakt doordat het cerebellum zich niet of onvoldoende ontwikkelt. De aandoening is zeldzaam en erfelijk. De oorzaak kan gelegen zijn in een afwijking aan de schildklier of te maken hebben met externe factoren zoals medicijnen, chemische stoffen, infecties of een beroerte. Bij baby's kan de aandoening zich manifesteren in de vorm van vertraging in de lichamelijke en geestelijke ontwikkeling, hypotonie, ataxie, epileptische insulten en nystagmus ofwel onwillekeurige beweging van de ogen. Op latere leeftijd zijn de voornaamste symptomen hoofdpijn, duizeligheid, een onevenwichtig gevoel en gehoorverlies.
Cerebellair hypoplasie kan rechtstreeks verband houden met andere afwijkingen zoals het syndroom van Norman-Roberts, het syndroom van Dandy-Walker, het syndroom van Werdnig-Hoffmann en het syndroom van Walker-Warburg.
Er bestaat (nog) geen standaardbehandeling voor cerebellaire hypoplasie. Hulp bestaat vooral uit het geven van ondersteuning aan de patiënt waar nodig, bijvoorbeeld door het creëren van meer evenwichtsgevoel.